# Bujar Nishani
Bujar Faik Nishani (Durazzo, 29 settembre 1966 – Berlino, 28 maggio 2022) è stato un politico albanese, esponente del Partito Democratico d'Albania e presidente dell'Albania dal 24 luglio 2012 al 24 luglio 2017.

## Biografia

### Origini e formazione
Nishani proviene da una famiglia di cultura musulmana bektashi, non praticante.
Nishani si diplomò nel 1988 all'Accademia militare Skanderbej, e proseguì gli studi con un master in Texas e California. Nel 2004 si laureò alla Facoltà di Giurisprudenza dell'Università di Tirana con un master in Studi europei.

### Carriera politica
Nel 1991 Nishani si unisce al Partito Democratico d'Albania, lavorando come capo delle relazioni estere del Ministero della Difesa e capo dell'ufficio per le relazioni con la NATO del Ministero degli Esteri. Nel 1996, a 30 anni, viene nominato Ministro della Difesa nel governo di Sali Berisha.
Dopo la sconfitta del PD nelle elezioni del 1997, Nishani diviene presidente dell'ONG "Euro-Atlantic Army". Nel 2001 è eletto segretario generale del PD di Tirana, e nel 2004 è Consigliere comunale a Tirana.
Nel 2005 Nishani vince l'elezione a deputato in quota maggioritaria nel 34º distretto della capitale contro il Ministro della Polizia, Igli Toska (PS). Dopo aver guidato la Commissione Parlamentare di Sicurezza Nazionale, viene nominato Ministro dell'Interno nel nuovo governo di Sali Berisha. Nel 2009, dopo la seconda vittoria elettorale del PD, è nominato Ministro della Giustizia. Nel 2011 rimpiazza Lulzim Basha, neo-sindaco di Tirana, come Ministro dell'Interno.

#### Elezione a Capo dello Stato
Nel giugno 2012 Nishani viene nominato dal PD per l'elezione a Presidente della Repubblica. Il 12 giugno viene eletto con la maggioranza semplice di 73 voti su 140, senza il consenso dell'opposizione PS. Nishani rinuncia quindi alle cariche come membro del Partito Democratico, Deputato, e Ministro dell'Interno, come richiesto dalla Costituzione.
La maggioranza parlamentare PD-LSI aveva inizialmente proposto una rosa di nove nomi di estrazione non politica (quattro ambasciatori, due giudici alla CEDU di Strasburgo, il governatore della Banca Centrale, un membro della Corte Costituzionale e un intellettuale ex dissidente), con a capo il giudice costituzionale Xhezair Zaganjori. Il Partito Socialista aveva tuttavia rifiutato l'apertura, non concordata, proponendo invece i nomi, fortemente connotati, di Pandeli Majko, Fatos Nano e Paskal Milo. Le votazioni hanno avuto inizio il 30 maggio e l'8 giugno, al termine del terzo scrutinio, Zaganjori si è ritirato, per indisponibilità ad essere eletto dalla sola maggioranza PD-LSI. Il quarto scrutinio, l'11 giugno, a maggioranza semplice, ha visto un primo voto opporre il giornalista ed economista Artan Oxha a Pandeli Majko. Dopo il ritiro di Oxha, la maggioranza ha deciso di nominare Nishani - una decisione denunciata dall'opposizione per la stretta relazione tra il candidato e il governo in carica. Nishani è stato eletto con 73 voti a favore e uno contro, mentre l'opposizione ha boicottato il voto come nel 2007, confermando la polarizzazione dello scenario politico albanese e la mancanza di accordo anche sulle istituzioni di garanzia.

### Morte
È morto a Berlino il 28 maggio 2022, all'età di 55 anni, a causa di complicazioni determinate dal COVID-19, lasciando la moglie Odeta Ali Nishani e i due figli Ersi e Fiona.